# (500453) 2012 TD202
(500453) 2012 TD202 es un asteroide perteneciente al cinturón de asteroides, descubierto el 11 de octubre de 2012 por el equipo del Mount Lemmon Survey desde el Observatorio del Monte Lemmon, Arizona, Estados Unidos.

## Designación y nombre
Designado provisionalmente como 2012 TD202.

## Características orbitales
2012 TD202 está situado a una distancia media del Sol de 3,104 ua, pudiendo alejarse hasta 3,277 ua y acercarse hasta 2,931 ua. Su excentricidad es 0,055 y la inclinación orbital 9,305 grados. Emplea 1997,64 días en completar una órbita alrededor del Sol.
El próximo acercamiento a la órbita terrestre se producirá el 27 de octubre de 2176.

## Características físicas
La magnitud absoluta de 2012 TD202 es 16,6. 